# Psykiatrisk hospital
Et psykiatrisk hospital er et hospital, der i modsætning til almindelige hospitaler, også kaldet somatiske hospitaler, har specialiseret sig i behandlingen af psykiske sygdomme. 
De psykiatriske hospitaler erstattede de tidligere sindssygeanstalter. 

## Psykiatriske hospitaler i Danmark
I Danmark er der kun få egentlige psykiatriske hospitaler. I stedet behandles de psykiatriske patienter på særlige afdelinger på de somatiske sygehuse. Det gælder bl.a. på Odense Universitetshospital og Rigshospitalet, mens Sct. Hans Hospital og Århus Universitetshospital Risskov er eksempler på psykiatriske hospitaler. 
Der er ikke tradition for at opdele psykiatrien i specialer herhjemme; men der skelnes mellem børn og unge samt voksenpsykiatri, ligesom særlige funktioner varetages under gerontopsykiatri, katastrofepsykiatri og retspsykiatri. Selve afdelingen eller sygehuset er inddelt i en række behandlingsafsnit, eksempelvis åben afdeling, herunder dagsafsnit, og lukket afdeling. Desuden er der en psykiatrisk skadestuefunktion tilknyttet. I Danmark findes i alt ca. 4.000 senge på psykiatriske afdelinger eller hospitaler.
Såfremt patietens sundhedstilstand tilsiger det, og vedkommende er til fare for sig selv og/eller andre, kan der ske tvangstilbageholdelse med hjemmel i psykiatriloven.